# Psilochilus maderoi
Psilochilus maderoi är en orkidéart som först beskrevs av Rudolf Schlechter, och fick sitt nu gällande namn av Rudolf Schlechter. Psilochilus maderoi ingår i släktet Psilochilus och familjen orkidéer.
Artens utbredningsområde är Colombia. Inga underarter finns listade i Catalogue of Life.